# Matijevići (Kula Norinska)
Matijevići su naselje u općini Kula Norinska pored Metkovića.

## Zemljopisni položaj
Matijevići su mjesto smješteno između općinskog središta, Kule Norinske i mjesta Momići. Iznad Matijevića se uzdiže brdo Bobaj koje se nadovezuje na brdo Kablinu, a kroz Matijeviće protječe rječica Norin koja utječe u rijeku Neretvu u mjestu Kula Norinska.

## Povijest
Matijevići se prostiru uz cestovni pravac Metković-Vrgorac koji je nastao početkom 19. stoljeća gradnjom poznate Napoleonove ceste koja je bila temelj današnje državne ceste koja prolazi kroz mjesto.
Najstariji objekt u Matijevićima koji je ostao sačuvan je kapelica Gospe od sedam žalosti na brdu Bobaj, oko 300 metara od samog naselja. Navedena kapelica je napravljena u 19. stoljeću, a legenda kaže da ju je napravila izvjesna žena prezimena Šprlje kao zavjet zbog toga što su joj umirala djeca nakon poroda. Legenda navodi da je nakon izvršenog zavjeta rodila nekoliko žive djece.
Kapelica je obnovljena 1984. godine zajedničkim naporima mještana Matijevića te je danas sačuvana u tom novijem obliku koji nije održao izvornost.

## Udruge
Od društvenih sadržaja Matijevići imaju Udrugu lađara "Norin" Matijevići koja od 2006. godine nastupa sa svojom lađarskom ekipom na Maratonu lađa. Ekipa "Norin" Matijevići je 2008. godine na Maratonu lađa osvojila pehar "Ivan Šprlje" za "fair play".

## Stanovništvo
Prema popisu stnovništva iz 2001. godine u Matijevićima obitavalo je 100 stanovnika, a po popisu iz 2011. u Matijevićima je 98 stanovnika.
| broj stanovnika |       |       | 22    | 25    | 34    | 39    |       |       | 67    | 80    | 75    | 75    | 93    | 246   | 100   | 98    | 90    |
|                 | 1857. | 1869. | 1880. | 1890. | 1900. | 1910. | 1921. | 1931. | 1948. | 1953. | 1961. | 1971. | 1981. | 1991. | 2001. | 2011. | 2021. |